# Lhorong
Lhorong, (chữ Tạng: ལྷོ་རོང་རྫོང་; Wylie: lho rong rdzong; ZWPY: Lhorong Zong; tiếng Trung: 洛隆县; bính âm: Luòlóng Xiàn, Hán Việt: Lạc Long huyện) là một huyện của địa khu Qamdo (Xương Đô), khu tự trị Tây Tạng, Trung Quốc. Từ Lhorong có nghĩa là "Thung lũng ở phía nam" hay "dòng sông ở phía nam" trong tiếng Tạng. Lhorong có khí hậu cao nguyên gió mùa bán khô hạn, nhiệt độ trung bình năm là 5,1 ℃, nhiệt độ trung bình tháng 7 là 14,5 ℃.

### Trấn
- Tư Thác (孜托镇)
- Thạc Đốc (硕督镇)
- Khang Sa (康沙镇)
- Mã Lợi (马利镇)

### Hương
| - Ngọc Tây (玉西乡) - Tân Vinh (新荣乡) - Đạt Long (达龙乡) - Lạp Cửu (腊久乡) | - Nga Tây (俄西乡) - Trung Diệc (中亦乡) - Bạch Đạt (白达乡) |